# کمبل اسکات
کمبل اسکات (انگلیسی: Campbell Scott؛ ‏تلفظ: ‎/ˈkæmbəl/‎) بازیگر آمریکایی و متولد ۱۹ ژوئیه ۱۹۶۱ است.
از فیلم‌های معروف او می‌توان به فیلم‌های خانه پوشالی، مرد عنکبوتی شگفت‌انگیز، قبل از اینکه بخوابم، معشوق، راجر داجر، مری و بروس، زندانی اسپانیایی، فیبی در سرزمین عجایب، مسافران روز، فریبکار، تحویل میلو، دنیای ژوراسیک: قلمرو، سرسبز و مرگ دوباره اشاره کرد.
اسکات فرزند کالین دوهرست ، بازیگر کانادایی است.